# Asplenium marinum

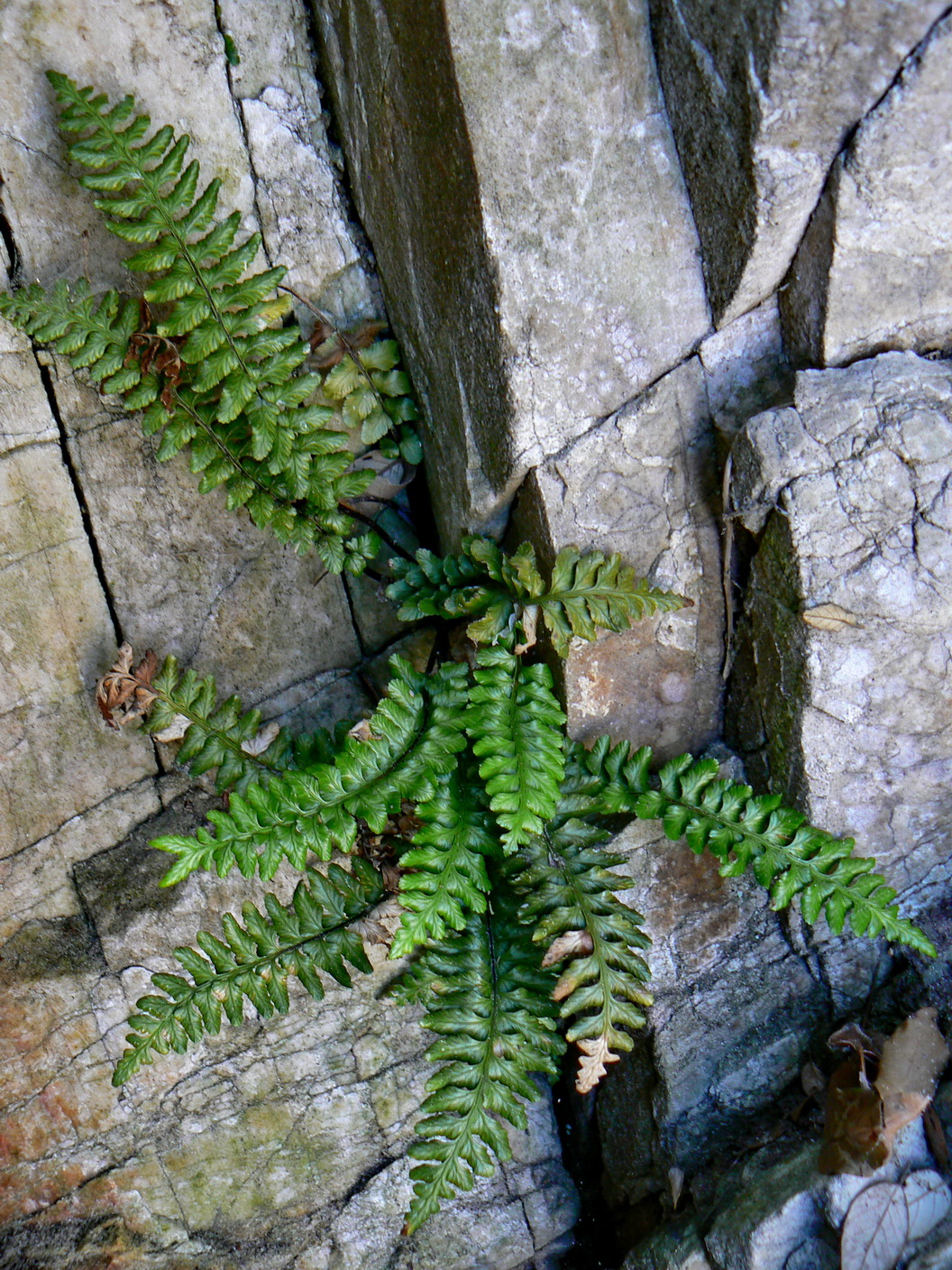
A. marinum.

Asplenium marinum (L., 1753), conhecido pelo nome comum de feto-marinho, é uma é um feto pertencente à família Aspleniaceae. Ocorre em recessos de falésias e em rochedos à beira-mar, com uma distribuição natural nas costas atlântica e mediterrânica europeias, da Noruega à Itália, e nos Açores.